# Syneches phaeopterus
Syneches phaeopterus är en tvåvingeart som beskrevs av Mario Bezzi 1905. Syneches phaeopterus ingår i släktet Syneches och familjen puckeldansflugor. Inga underarter finns listade i Catalogue of Life.